# Adolphe Pauli
Adolphe Pauli (Gent, 29 februari 1820 - Keulen, 8 maart 1895) was een Belgisch architect en hoogleraar aan de Gentse universiteit.
Als zoon van een uit Duitsland geïmmigreerde protestantse bankiersfamilie volgde Adolphe Pauli in Gent lessen architectuur bij stadsarchitect Louis Roelandt. Voortgezette opleidingen volgde hij in Duitsland en Italië. Als architect was Pauli een aanhanger van de empirestijl en de vele neostijlen uit het midden van de 19de eeuw. Aan zijn driejarig studieverblijf in Italië hield hij een liefde voor de Italiaanse hoogrenaissance over.
In 1854 volgde hij Roelandt op als stadsarchitect van Gent, later nam hij ook diens functie als hoogleraar over aan de Gentse universiteit. Hij ontwierp tal van bekende Gentse gebouwen, zoals het Instituut der Wetenschappen, het Guislaingesticht en de uitbreiding van het Bijlokehospitaal. Pauli was ook hoofdarchitect van de Westerbegraafplaats.
Adolphe Pauli overleed in Keulen op 8 maart 1895, aan de gevolgen van een operatie. Hij werd begraven op de Westerbegraafplaats, die hij zelf ontworpen had.
Aan de Gentse universiteit werd Pauli opgevolgd door Louis Cloquet, aan de Academie door zijn leerling Charles van Rysselberghe.
In 1892, werd hij Commandeur in de Leopoldsorde benoemd.

## Lijst van bouwwerken (selectie)
- Instituut der Wetenschappen
- Westerbegraafplaats

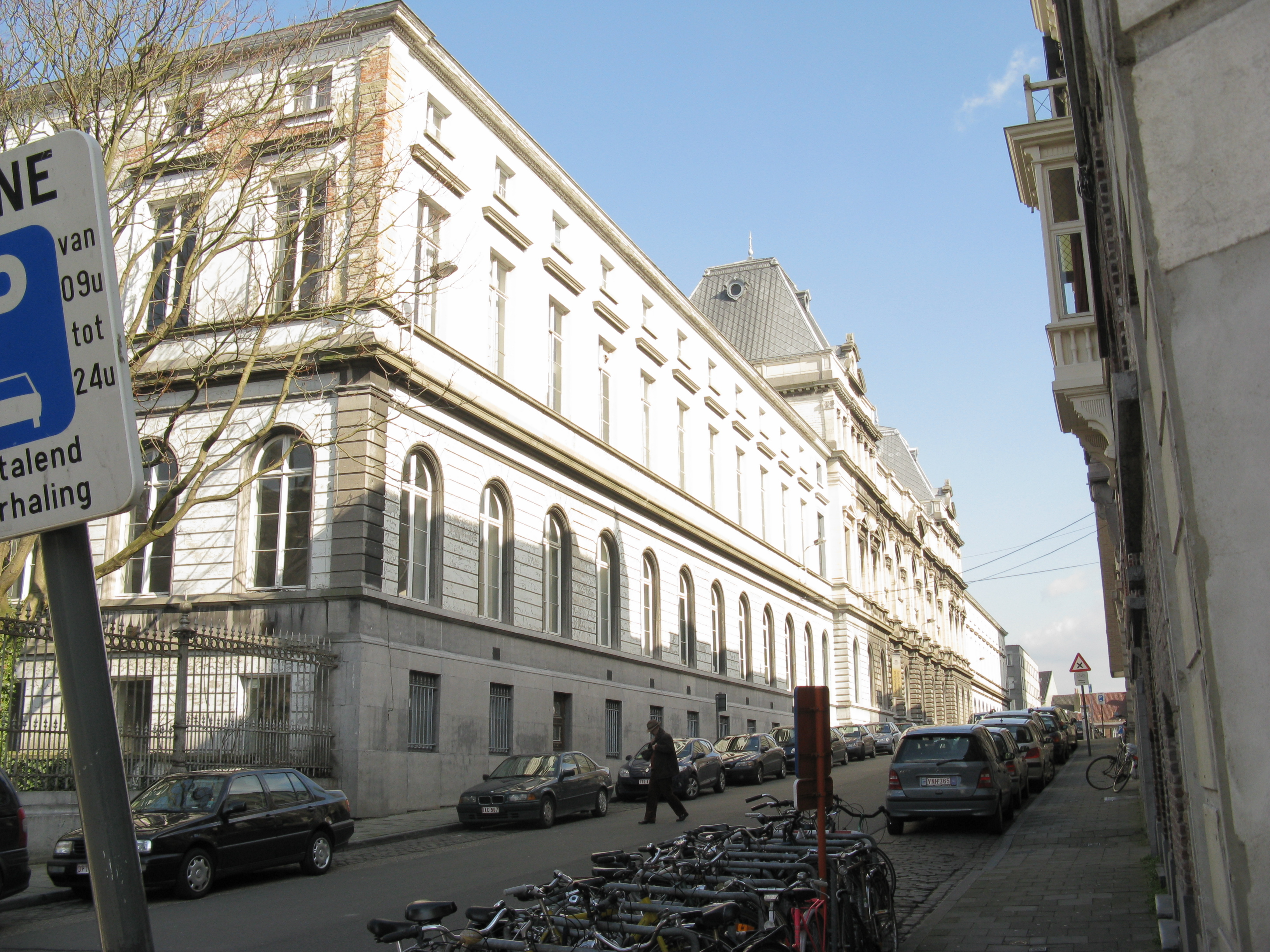
Instituut der Wetenschappen

- Uitbreiding van het Bijlokehospitaal
- Guislaingesticht, vandaag het Museum Dr. Guislain
- Stadsschool aan het Kramersplein, vandaag Liberas
- Lousbergsgesticht
- Universiteitsbibliotheek aan de Ottogracht
- Kiosk op de Kouter
- Dierentuin van Gent